# Wiktoria

Wiktoria (prononciation : [vikˈtɔrja]) est un village polonais de la gmina de Strachówka dans le powiat de Wołomin de la voïvodie de Mazovie dans le centre-est de la Pologne.
Il se situe à environ 7 kilomètres au sud-est de Strachówka (siège de la gmina), 32 kilomètres à l'est de Wołomin (siège du powiat) et à 52 kilomètres à l'est de Varsovie (capitale de la Pologne).
Le village possède une population de 80 habitants en 2006.

## Histoire
De 1975 à 1998, le village appartenait administrativement à la voïvodie de Siedlce.